# Festival di Berlino 1981

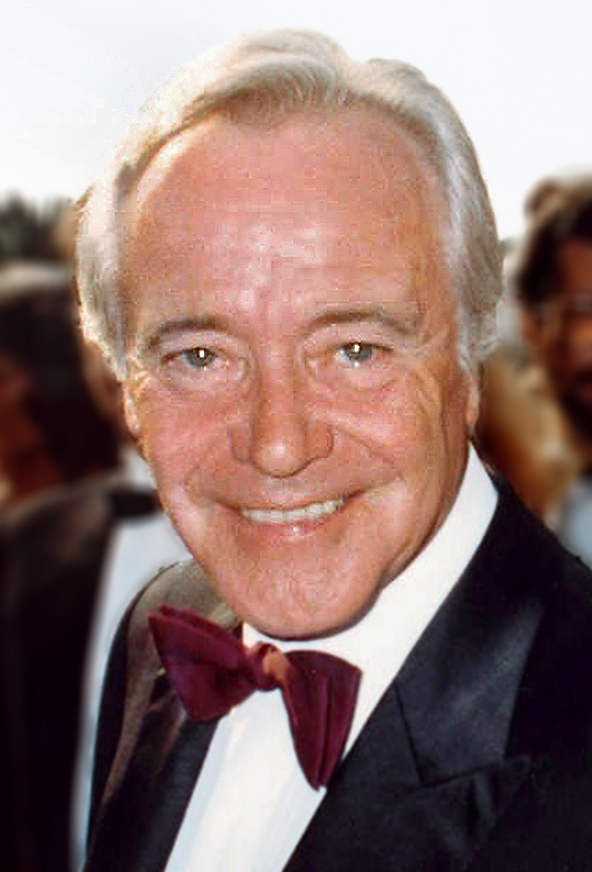
Jack Lemmon, uno dei due vincitori dell'Orso d'argento per il miglior attore.

La 31ª edizione del Festival internazionale del cinema di Berlino si è svolta a Berlino dal 13 al 24 febbraio 1981, con lo Zoo Palast come sede principale. Direttore del festival è stato per il secondo anno Moritz de Hadeln.
L'Orso d'oro è stato assegnato al film spagnolo In fretta in fretta di Carlos Saura.
Il festival è stato aperto dal film Toro scatenato di Martin Scorsese, proiettato fuori concorso.
La retrospettiva di questa edizione è stata dedicata al produttore britannico Michael Balcon, mentre la sezione Homage ha visto un programma dedicato al documentarista tedesco Peter Pewas.

## Storia
(Frankfurter Rundschau 23 febbraio 1981, Wolfram Schütte si rivolge ai cineasti tedeschi che minacciano di boicottare il festival.)
Al suo secondo anno, Moritz de Hadeln fu accolto da una forte opposizione da parte dei cineasti tedeschi che lo accusarono di non essere riuscito a conferire al festival una nuova immagine. Avendo diretto il Festival di Locarno fino al 1977, de Hadeln conosceva poco la scena nazionale e quando incluse solo un film della Germania Ovest nella competizione, Der Neger Erwin di Herbert Achternbusch, il conflitto latente esplose. Il direttore giustificò la sua scelta con la scarsa qualità dei film presentati e parlò di una "crisi del cinema tedesco", ma la maggior parte dei registi dichiarò di non avere fiducia nella sua gestione e Alexander Kluge parlò di "incapacità di stabilire contatti", aggiungendo che de Hadeln si era preoccupato soprattutto dei desideri delle major americane. Le associazioni dei produttori e dei registi lo accusarono di dilettantismo e incapacità comunicativa, chiesero le sue dimissioni e annunciarono il boicottaggio futuro «se non fossero stati presi provvedimenti decisivi per garantire lo svolgimento di un festival rappresentativo».

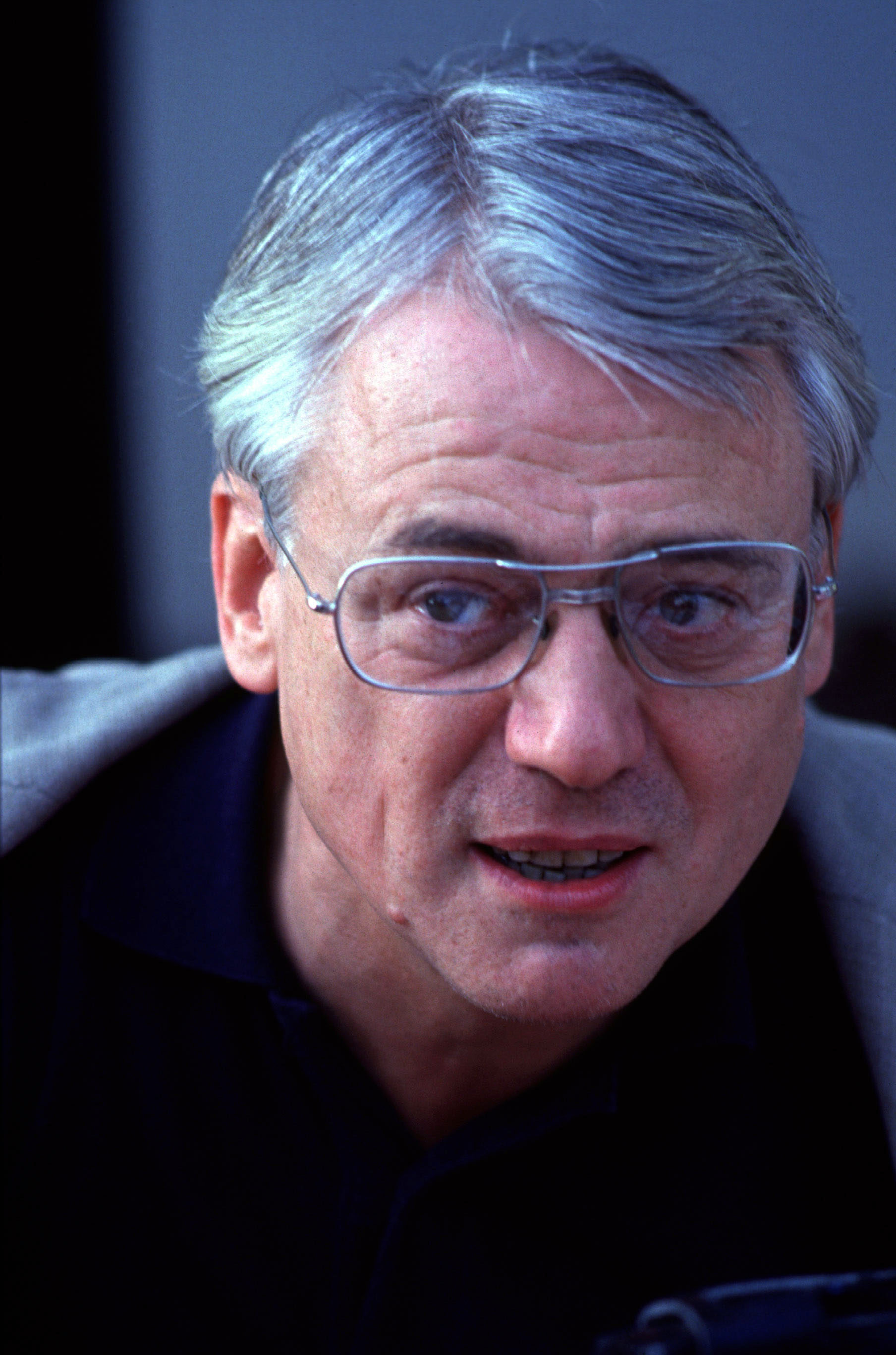
Il regista tedesco Alexander Kluge, uno dei più critici verso il direttore Moritz de Hadeln.

Nel 1981 la questione relativa alla qualità dei film sembrò essere un problema tutto tedesco e non solo i film della Repubblica Federale furono considerati non all'altezza dei criteri di selezione. Nella competizione non venne inclusa nessuna produzione della Germania Est che per protesta rifiutò l'offerta di mostrare quattro film DEFA nel programma informativo della sezione Panorama, dove furono proiettati Il pap'occhio di Renzo Arbore e una retrospettiva del regista turco Yilmaz Güney.
Le polemiche attirarono l'attenzione di osservatori e critici, molti dei quali ritennero le accuse a de Hadeln premature dopo solo un anno alla guida del festival. Inoltre, i registi non erano riusciti a rendere più specifiche le loro rivendicazioni (ad esempio cosa intendessero per "festival rappresentativo") e il fronte anti-de Hadeln si rivelò meno unito di quanto la retorica aveva fatto sembrare. Alcuni registi e produttori fecero dichiarazioni a favore della nuova gestione, che da parte sua espresse la speranza di una maggiore apertura al dialogo da entrambe le parti. «A volte desideriamo per il nostro Paese il tipo di solidarietà che è un dato di fatto in altri Paesi», scrissero in una dichiarazione congiunta de Hadeln e Ulrich Gregor, direttore del Forum internazionale del giovane cinema, «una solidarietà tra istituzioni che lavorano per gli stessi obiettivi». Ciò nonostante il risultato fu una direzione indebolita e un certo grado di impotenza nel trovare una soluzione alla crisi.
Solo gradualmente il pragmatismo arrivò ad avere il sopravvento. de Hadeln rafforzò l'autorità di Heinz Badewitz, già fondatore del Festival internazionale di Hof e responsabile per la serie del Nuovo cinema tedesco della Berlinale, trasformandolo nell'uomo di contatto tra il festival e i registi della Germania Ovest di cui godeva la fiducia. Con la nomina di Gaby Sikorski a direttrice del Kinderfilmfest fu data anche una risposta alle richieste di rendere indipendente la sezione dedicata ai più giovani, nella quale furono aggiunte proiezioni separate per la stampa. In un programma particolarmente internazionale, uno dei film preferiti del pubblico risultò Der rote Strumpf di Wolfgang Tumler. «I bambini e gli anziani hanno molto in comune», disse la protagonista Inge Meysel dopo la prima proiezione, «parlano una lingua simile e credono ancora nei miracoli, o ci credono di nuovo».
Sul Frankfurter Rundschau il critico Wolfram Schütte intitolò il suo rapporto conclusivo "La ricerca della storia sepolta", sottolineando l'orientamento tematico di molti dei film presenti. Alcuni esempi furono La febbre di Agnieszka Holland, La barca è piena di Markus Imhoof (uno dei numerosi film svizzeri di quest'anno) e il documentario iraniano Jostoju di Amir Naderi, a proposito del quale scrisse: «Il suo film, con il suo trattamento altamente artistico di immagine e suono, documentazione e immaginazione, è un requiem e un incantesimo, un epitaffio e un invito allo stesso tempo». Insieme a Stalker di Andrej Tarkovskij e Si salvi chi può (la vita) di Jean-Luc Godard fu il film meglio accolto del Forum che quest'anno si svolse nel Delphi Filmpalast di Charlottenburg, una vecchia sala in pessime condizioni che garantì un maggior numero di spettatori ma molti problemi durante le proiezioni.
Nonostante le polemiche, la 31ª Berlinale riuscì a registrare un nuovo record con circa il 15% di visitatori in più rispetto all'edizione precedente e alla fine l'organizzazione fu elogiata da tutti i partecipanti. Inoltre le principali case cinematografiche statunitensi tornarono dopo essere state assenti negli anni precedenti e la continua internazionalizzazione del festival fu evidenziata da una maggiore partecipazione dei Paesi del Sud-est asiatico.

## Giuria internazionale
- Jutta Brückner, regista, sceneggiatrice e produttrice (Germania Ovest) - Presidente di giuria[12]
- Denis Héroux, regista e produttore (Francia)
- Astrid Henning-Jensen, regista e sceneggiatrice (Danimarca)
- Irina Kupchenko, attrice (Unione Sovietica)
- Peter Bichsel, giornalista e scrittore (Svizzera)
- Antonio Isasi-Isasmendi, regista, sceneggiatore, montatore e produttore (Spagna)
- Chatrichalerm Yukol, regista (Thailandia)
- Jerzy Płażewski, critico cinematografico, scrittore e storico del cinema (Polonia)
- Italo Zingarelli, produttore (Italia)

## Selezione ufficiale

### In concorso
- 26 giorni della vita di Dostoevskij (Dvadcat' šest' dnej iz žizni Dostoevskogo), regia di Aleksandr Zarchi (Unione Sovietica)
- La barca è piena (Das Boot ist voll), regia di Markus Imhoof (Svizzera, Germania Ovest, Austria)
- Barnens ö, regia di Kay Pollak (Svezia)
- Der Erfinder, regia di Kurt Gloor (Svizzera, Germania Ovest)
- La febbre (Gorączka. Dzieje jednego pocisku), regia di Agnieszka Holland (Polonia)
- Le grand paysage d'Alexis Droeven, regia di Jean-Jacques Andrien (Belgio)
- Head On - A testa in giù (Head On), regia di Michael Grant (Canada)
- History of the World in Three Minutes Flat, regia di Michael Mills (Canada)
- In cerca della carestia (Akaler Sandhane), regia di Mrinal Sen (India)
- In fretta in fretta (Deprisa, deprisa), regia di Carlos Saura (Spagna, Francia)
- Kamionăt, regia di Hristo Hristov (Bulgaria)
- Köszönöm, megvagyunk, regia di László Lugossy (Ungheria)
- Kudrat, regia di Chetan Anand (India)
- Luang ta, regia di Permphol Cheyaroon (Thailandia)
- Maravillas, regia di Manuel Gutiérrez Aragón (Spagna)
- Milka, un film sui tabù (Milka: Elokuva tabuista), regia di Rauni Mollberg (Finlandia)
- Il minestrone, regia di Sergio Citti (Italia)
- Der Neger Erwin, regia di Herbert Achternbusch (Germania Ovest)
- La provinciale, regia di Claude Goretta (Francia, Svizzera)
- Ter land, ter zee en in de lucht, regia di Paul Driessen (Paesi Bassi)
- Tribute - Serata d'onore (Tribute), regia di Bob Clark (Canada)
- Tsigoineruwaizen, regia di Seijun Suzuki (Giappone)
- Vrijdag, regia di Hugo Claus (Belgio, Paesi Bassi)
- Yen gui lai, regia di Jinggong Fu (Cina)

### Fuori concorso
- Gente comune (Ordinary People), regia di Robert Redford (Stati Uniti)
- Toro scatenato (Raging Bull), regia di Martin Scorsese (Stati Uniti)

### Forum internazionale del giovane cinema

#### Programma principale
- "...und wenn wir nicht wollen?" oder Wer saniert hier wen?, regia di Udo Radek e Lothar Woite (Germania Ovest)
- 90°, regia di Rotraut Pape (Germania Ovest)
- A.A.A. Offresi, regia di Maria Grazia Belmonti, Anna Carini, Roni Daupoulo, Paola De Martiis, Annabella Miscuglio e Loredana Rotondo (Italia)
- Acto dos Feitos da Guiné, regia di Fernando Matos Silva (Portogallo)
- Al Dhakira al Khasba, regia di Michel Khleifi (Belgio, Germania Ovest, Paesi Bassi)
- AMY!, regia di Laura Mulvey e Peter Wollen (Regno Unito)
- Auf Keiner Stätte zu Ruhen, regia di Jutta Sartory e Ingo Kratisch (Germania Ovest)
- Aziza, regia di Abdellatif Ben Ammar (Tunisia, Algeria)
- Die Beleidigung Americas im Winter, regia di Jutta Sartory e Ingo Kratisch (Germania Ovest)
- Blind Spot (Die Reise nach Lyon), regia di Claudia von Alemann (Germania Ovest)
- Boualem Zid El Goudam, regia di Moussa Haddad (Algeria)
- Bruxelles-transit, regia di Samy Szlingerbaum (Belgio)
- Le cadute (The Falls), regia di Peter Greenaway (Regno Unito)
- Es ist kalt in Brandenburg (Hitler töten), regia di Villi Hermann, Roger Jendly, Niklaus Meienberg, Hans Stürm (Svizzera)
- Exterior Night (Extérieur, nuit), regia di Jacques Bral (Francia)
- Hohes Türkisches Volk, regia di Sigi Yönet e Sonra Darbe (Germania Ovest)
- In the Shadow of the Sun, regia di Derek Jarman (Regno Unito)
- Jostoju 1, regia di Amir Naderi (Iran)
- Killer of Sheep, regia di Charles Burnett (Stati Uniti)
- Land of Indians (Terra dos Índios), regia di Zelito Viana (Brasile)
- Limite, regia di Mário Peixoto (Brasile)
- Max Frisch, Journal I-III, regia di Richard Dindo (Svizzera, Germania Ovest, Austria)
- Mueda, Memoria e Massacre, regia di Ruy Guerra (Mozambico)
- New Old, regia di Pierre Clémenti (Francia)
- Presente Angolano - Tempo Mumuila, regia di Ruy Duarte de Carvalho (Angola)
- Rakem 49, regia di Rachid Benhadj (Algeria)
- Samba Lento, regia di Bruno Moll (Svizzera)
- Shamans of the Blind Country, regia di Michael Oppitz (Germania Ovest, Nepal)
- Sigmund Freud's Dora: A Case of Mistaken Identity, regia di Anthony McCall, Claire Pajaczkowska, Andrew Tyndall e Jane Weinstock (Stati Uniti)
- Si salvi chi può (la vita) (Sauve qui peut (la vie)), regia di Jean-Luc Godard (Francia, Svizzera, Germania Ovest, Austria)
- Skinoussa, paysage avec la chute d'Icare, regia di Jean Baronnet (Canada, Francia)
- Stalker (Сталкер), regia di Andrej Tarkovskij (Unione Sovietica)
- Symphonie, regia di Boris Lehman (Belgio)
- La tranquillità (Spokój), regia di Krzysztof Kieślowski (Polonia)
- The Trials of Alger Hiss, regia di John Lowenthal (Stati Uniti)
- Triptikh, regia di Ali Hamroyev (Unione Sovietica)
- Vacanze in Val Trebbia, regia di Marco Bellocchio (Italia)
- Weiße Reise, regia di Werner Schroeter (Svizzera)
- West Indies, regia di Med Hondo (Francia, Algeria, Mauritania)
- Züri brännt, regia di Patrizia Loggia (Svizzera)
- Zwischen Mond und Sonne, regia di Recha Jungmann (Germania Ovest)

- Retrospettiva di Manoel de Oliveira
- Amore di perdizione (Amor de Perdição), regia di Manoel de Oliveira (Portogallo)
- Aniki Bóbó, regia di Manoel de Oliveira (Portogallo)
- Atto di primavera (Acto da Primavera), regia di Manoel de Oliveira (Portogallo)
- Benilde o la Vergine Madre (Benilde ou a Virgem Mãe), regia di Manoel de Oliveira (Portogallo)
- La caccia (A Caça), regia di Manoel de Oliveira (Portogallo)
- Douro, lavoro fluviale (Douro, Faina Fluvial), regia di Manoel de Oliveira (Portogallo)
- Il pane (O Pão), regia di Manoel de Oliveira (Portogallo)
- Il passato e il presente (O Passado e o Presente), regia di Manoel de Oliveira (Portogallo)
- Il pittore e la città (O Pintor e a Cidade), regia di Manoel de Oliveira (Portogallo)
- La pittura di mio fratello Giulio (As Pinturas do Meu Irmão Júlio), regia di Manoel de Oliveira (Portogallo)

- I primi film di Joris Ivens
- Études de mouvements, regia di Joris Ivens (Paesi Bassi)
- Philips Radio, regia di Joris Ivens (Paesi Bassi)
- Pioggia (Regen), regia di Mannus Franken e Joris Ivens (Paesi Bassi)
- Il ponte (De brug), regia di Joris Ivens (Paesi Bassi)
- De wigwam, regia di Joris Ivens (Paesi Bassi)

- Film di Klaus Wyborny
- Das szenische Opfer, regia di Klaus Wyborny (Germania Ovest)
- Thorium 232, regia di Klaus Wyborny (Germania Ovest)

- Film di Leo Hurwitz
- Dialogue with a Woman Departed, regia di Leo Hurwitz (Stati Uniti)
- Heart of Spain, regia di Leo Hurwitz e Paul Strand (Stati Uniti)
- Terra natale (Native Land), regia di Leo Hurwitz e Paul Strand (Stati Uniti)

#### Programma informativo
- Alle tage wieder, regia di Margaret Raspé (Germania Ovest)
- Bored, regia di Karin Luner (Germania Ovest, Stati Uniti)
- Boston Fire, regia di Peter B. Hutton (Stati Uniti)
- Carolyn II, regia di Martíne Rousset e Viviane Ostrovsky (Francia)
- Cinématon nº 7, regia di Gérard Courant (Francia)
- Continuing the Adventures of Adriaen Block, regia di John Knecht (Stati Uniti)
- Cristo, regia di Teo Hernandez (Francia)
- Die von der Straße, regia di Micky Kwella (Germania Ovest)
- Divine Horsemen: The Living Gods of Haiti, regia di Maya Deren, Cherel Ito e Teiji Ito (Stati Uniti)
- Dress Rehearsal, regia di Christine Noll-Brinckmann (Germania Ovest)
- En tierra de sandino, regia di Jésus Diaz (Cuba)
- In der Dämmerstunde - Berlin, regia di Annik Leroy (Belgio)
- Jigsaw, regia di Robina Rose (Regno Unito)
- Karola 2, regia di Christine Noll-Brinckmann (Germania Ovest)
- Ke xana pros ti doxa trava, regia di George Stamboulopoulos (Grecia)
- Klarem Himmel und lachendem Herrn ist nicht zu trauen, regia di Maximiliane Mainka e Peter Schubert (Germania Ovest)
- Les Maîtres fous, regia di Jean Rouch (Francia)
- The New Anti Life Force, regia di Tabea Blumenschein (Germania Ovest)
- La notte e il giorno, regia di Gianni Castagnoli (Italia)
- Nrº 2, regia di Otto Scharf (Germania Ovest)
- Il pap'occhio, regia di Renzo Arbore (Italia)
- Postcards from America, regia di Ulrich Stein (Germania Ovest)
- Sich bewegen ausser sich bewegen - Zehn Bewegung ausser sich, regia di Thomas Kiesel (Germania Ovest)
- Spanish Fly, regia di Frieder Butzmann (Germania Ovest)
- Splits, regia di Leandro Katz (Stati Uniti)
- The Visit (Foreign Particles), regia di Leandro Katz (Stati Uniti)
- Zwischen Betonfahrten, regia di Pius Morger (Svizzera)

- Film di Stan Brakhage
- Bird, regia di Stan Brakhage (Stati Uniti)
- Eye Myth, regia di Stan Brakhage (Stati Uniti)
- Films by Stan Brakhage: An Avant-Garde Home Movie, regia di Stan Brakhage (Stati Uniti)
- Mothlight, regia di Stan Brakhage (Stati Uniti)

- Film di Bruce Baillie
- Castro Street, regia di Bruce Baillie (Stati Uniti)
- Mass for the Dakota Sioux, regia di Bruce Baillie (Stati Uniti)
- Roslyn Romance, regia di Bruce Baillie (Stati Uniti)
- Valentin de las Sierras, regia di Bruce Baillie (Stati Uniti)

- Film Super 8 da New York
- El Dorado 77, regia di Charlie Ahearn (Stati Uniti)
- Letters to Dad, regia di Beth B e Scott B (Stati Uniti)
- Liberty's Booty, regia di Vivienne Dick (Stati Uniti)
- Someone Else's Clothes, regia di Karyn Kay (Stati Uniti)

- Film di Kenneth Anger
- Kustom Kar Kommandos, regia di Kenneth Anger (Stati Uniti)
- Lucifer Rising, regia di Kenneth Anger (Stati Uniti)
- Puce Moment, regia di Kenneth Anger (Stati Uniti)
- Rabbit's Moon, regia di Kenneth Anger (Stati Uniti)

- Omaggio a Oumarou Ganda
- Satana (Saitane), regia di Oumarou Ganda (Niger, Francia)
- Le Wazzou Polygame, regia di Oumarou Ganda (Niger, Francia)

- Superfilmshow! - Film sperimentali per bambini dagli Stati Uniti
- L'Age Door, regia di George Griffin (Stati Uniti)
- Catfilm for Katie and Cynnie, regia di Standish Lawder (Stati Uniti)
- Color Film, regia di Standish Lawder (Stati Uniti)
- Dwightiana, regia di Marie Menken (Stati Uniti)
- Fat Feet, regia di Red Grooms (Stati Uniti)
- Gulls and Buoys, regia di Robert Breer (Stati Uniti)
- Horse Over Tea Kettle, regia di Robert Breer (Stati Uniti)
- Jefferson Circus Songs, regia di Suzan Pitt (Stati Uniti)
- Last of the Persimmons, regia di Pat O'Neill (Stati Uniti)
- Little Red Riding Hood, regia di Red Grooms (Stati Uniti)
- My Name Is Oona, regia di Gunvor Nelson (Stati Uniti)
- Navajo Rain Chant, regia di Susan Dyal (Stati Uniti)
- Number 11: Mirror Animations, regia di Harry Smith (Stati Uniti)
- Orb, regia di Larry Jordan (Stati Uniti)
- Susan Through Corn, regia di Kathleen Laughlin (Stati Uniti)
- Sweet Dreams, regia di Freude (Stati Uniti)
- Trikfilm, regia di George Griffin (Stati Uniti)
- Yoyo Tricks, regia di P. White (Stati Uniti)

## Premi

### Premi della giuria internazionale
- Orso d'oro: In fretta in fretta di Carlos Saura
- Menzione d'onore: Le grand paysage d'Alexis Droeven di Jean-Jacques Andrien e Tsigoineruwaizen di Seijun Suzuki
- Orso d'argento, gran premio della giuria: In cerca della carestia di Mrinal Sen
- Orso d'argento per il miglior regista: non assegnato
- Orso d'argento per la migliore attrice: Barbara Grabowska, per La febbre di Agnieszka Holland
- Orso d'argento per il miglior attore: ex aequo Anatolij Solonicyn, per 26 giorni della vita di Dostoevskij di Aleksandr Zarchi e Jack Lemmon, per Tribute - Serata d'onore di Bob Clark
- Menzione d'onore: Rajesh Khanna, per Kudrat di Chetan Anand
- Orso d'argento per il miglior contributo singolo: Markus Imhoof, per la sceneggiatura di La barca è piena e per la direzione del cast
- Orso d'oro per il miglior cortometraggio: History of the World in Three Minutes Flat di Michael Mills
- Orso d'argento, premio della giuria (cortometraggi): Ter land, ter zee en in de lucht di Paul Driessen

### Premi delle giurie indipendenti
- Premio FIPRESCI: ex aequo La barca è piena di Markus Imhoof e Köszönöm, megvagyunk di László Lugossy
Raccomandazione speciale: Yilmaz Güney per l'insieme della sua opera
Premio FIPRESCI (Forum): ex aequo Dialogue with a Woman Departed di Leo Hurwitz e Killer of Sheep di Charles Burnett
- Premio OCIC: La barca è piena di Markus Imhoof
Raccomandazione speciale: In cerca della carestia di Mrinal Sen
Menzione d'onore: Kudrat di Chetan Anand
- Premio INTERFILM Otto Dibelius:[13] In cerca della carestia di Mrinal Sen
Raccomandazione: La barca è piena di Markus Imhoof
Premio INTERFILM Otto Dibelius (cortometraggi): History of the World in Three Minutes Flat di Michael Mills
Premio INTERFILM Otto Dibelius (Forum): Aziza di Abdellatif Ben Ammar
- Premio CIDALC: La barca è piena di Markus Imhoof

### Premi dei lettori
- Premio dei lettori della Berliner Morgenpost: La provinciale di Claude Goretta